# Kōji Shima
Kōji Shima (島耕二, Shima Kōji), nom de scène de Takehiko Kagoshima (鹿児島武彦, Kagoshima Takehiko), est un acteur, réalisateur et scénariste japonais né le 16 février 1901 et mort le 10 septembre 1986.

## Biographie
Kōji Shima est apparu en tant qu'acteur dans une centaine de films entre 1925 et 1938. Il a également réalisé 95 films et écrit une vingtaine de scénarios entre 1939 et 1970.

## Filmographie partielle

### Comme acteur

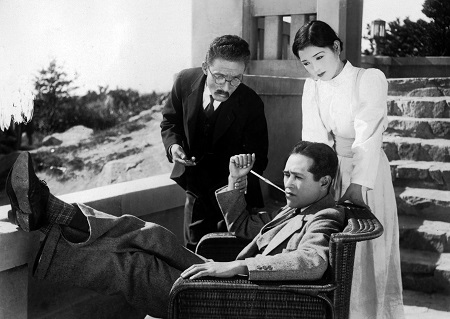
Kōji Shima (au centre) dans La Sueur (1929).

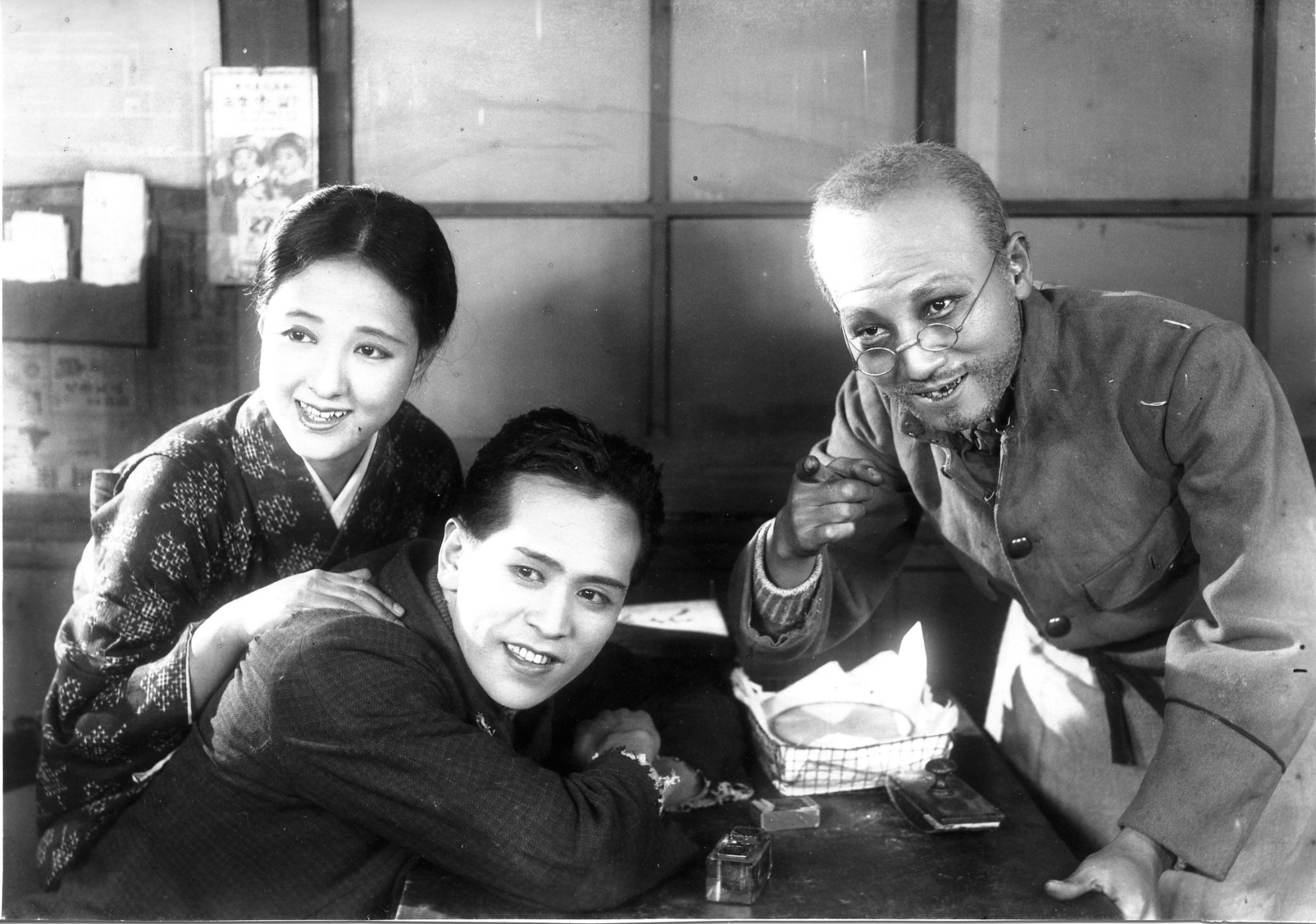
Hisako Takihana (à gauche) et Kōji Shima (au centre) dans La Sueur (1929).

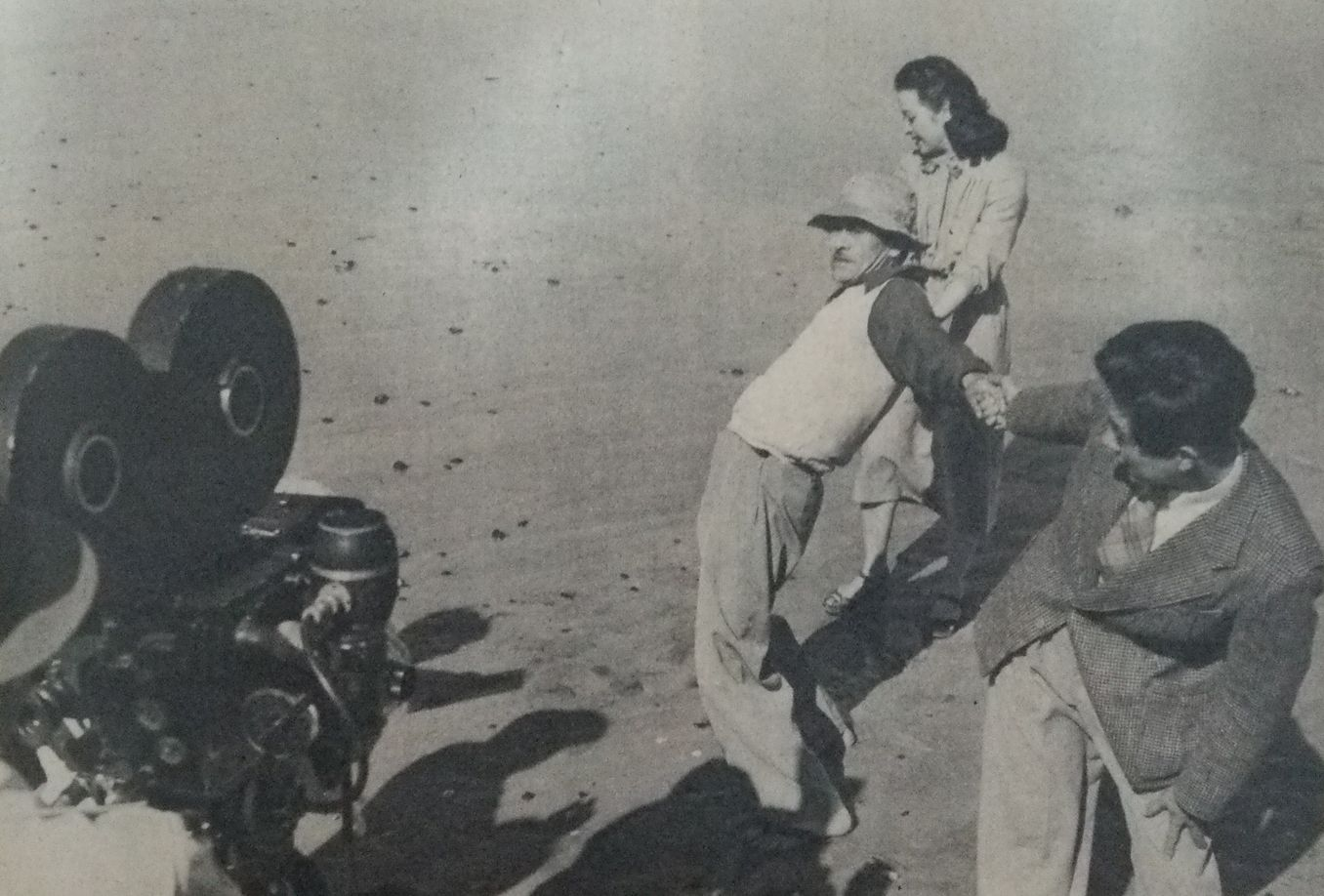
Kōji Shima (au centre) sur le tournage de Reishunka (1951)

#### Années 1920
- 1926 : Les Murmures d'une poupée en papier Haru (紙人形春の囁き, Kaminingyo haru no sasayaki?) de Kenji Mizoguchi : Ginnosuke
- 1926 : La Femme qui a touché les jambes (足にさはった女, Ashi ni sawatta onna?) de Yutaka Abe
- 1926 : Le Trésor de l'amour (死の宝庫, Shi no hōko?) de Tomotaka Tasaka (film en trois parties)
- 1927 : La Dame aux camélias (椿姫, Tsubakihime?) de Minoru Murata : Ono
- 1927 : Tokkan koi no uijin (突貫恋の初陣?) de Shigeru Mokudō
- 1927 : Trois jours de compétition (競走三日間, Kyoso mikkakan?) de Tomu Uchida
- 1927 : Les Chaussures (靴, Kutsu?) de Tomu Uchida
- 1927 : Pluie de bombes (砲煙弾雨, Hoen danu?) de Tomu Uchida
- 1928 : Le Riche Avare (けちんぼ長者, Kechinbo choja?) de Tomu Uchida
- 1928 : La Terre tourne I (地球は廻る 第一部 過去篇, Chikyu wa mawaru: Dai-ichi-bu Kako hen?) de Tomotaka Tasaka : Honda
- 1928 : La Terre tourne II (地球は廻る 第二部 現代篇, Chikyu wa mawaru: Dai-ni-bu Gendai hen?) de Yutaka Abe : Honda
- 1928 : La Terre tourne III (地球は廻る 第三部 空想篇, Chikyu wa mawaru: Dai-san-bu Kuso hen?) de Tomu Uchida : Honda
- 1928 : Torrent impétueux (激流 前篇, Gekiryū zenpen?) de Minoru Murata
- 1928 : La Ligue antialcoolique des buveurs (のみすけ禁酒騒動, Nomisuke kinshu undo?) de Tomu Uchida
- 1929 : Les Fleurs du mandarinier sauvage (からたちの花, Karatachi no hana?) de Yutaka Abe
- 1929 : La Marche de Tokyo (東京行進曲, Tōkyō kōshin-kyoku?) de Kenji Mizoguchi
- 1929 : La Marche de la Nikkatsu (日活行進曲 工場記活劇篇, Nikkatsu kōshinkyoku: Kōjōki katsugeki hen?) de Tomotaka Tasaka
- 1929 : La Sueur (汗, Ase?) de Tomu Uchida : Heizaemon Kitayama
- 1929 : La Rose pâle (蒼白き薔薇, Aojiroki bara?) de Yutaka Abe

#### Années 1930
- 1930 : L'Étrangère Okichi (唐人お吉, Tojin okichi?) de Kenji Mizoguchi : Tsurumatsu
- 1930 : Ce soleil I (この太陽 第一篇, Kono taiyō - Dai ippen?) de Minoru Murata : Motō Nakane
- 1930 : Ce soleil II (この太陽 第二 多美枝の巻, Kono taiyō - Dai ni: Tamie no maki?) de Minoru Murata : Motō Nakane
- 1930 : Ce soleil III (この太陽 第三篇, Kono taiyō - Dai sampen?) de Minoru Murata : Motō Nakane
- 1931 : Miss Japon (日本嬢, Misu Nippon?) de Tomu Uchida : Shinzo
- 1931 : Histoire de mon cœur I (心の日月 烈日篇, Kokoro no jitsugetsu: Retsujitsu hen?) de Tomotaka Tasaka
- 1931 : Histoire de mon cœur II (心の日月 月光篇, Kokoro no jitsugetsu: Gekko hen?) de Tomotaka Tasaka
- 1932 : Le Dieu gardien du temps (時の氏神, Toki no ujigami?) de Kenji Mizoguchi
- 1932 : La fille qui joue de la flûte (鳩笛を吹く女, Hatobue o fuku onna?) de Tomotaka Tasaka
- 1933 : L'Appel de l'Asie (叫ぶ亜細亜, Sakebu Ajia?) de Tomu Uchida
- 1934 : Vent chaud (熱風, Neppu?) de Tomu Uchida
- 1934 : L'arbre qui fleurit I (花咲く樹 前篇 なみ子の巻, Hanasaku ki zenpen namiko no maki?) de Minoru Murata
- 1934 : L'arbre qui fleurit II (花咲く樹 後篇 エマ子の巻, Hanasaku ki kōhen emako no maki?) de Minoru Murata
- 1935 : Le Trône de l'homme blanc I (白銀の王座 前篇, Hakugin no ōza - Zempen?) de Tomu Uchida
- 1935 : Le Trône de l'homme blanc II (白銀の王座 後篇, Hakugin no ōza - Kōhen?) de Tomu Uchida
- 1935 : Une femme de Meiji (明治一代女, Meiji ichidai onna?) de Tomotaka Tasaka
- 1935 : Jasu no machikado (ジャズの街かど?) de Kunio Watanabe
- 1937 : Le Chemin de la vérité : Le Père (真実一路 父の巻, Shinjitsu ichiro - Chichi no maki?) de Tomotaka Tasaka
- 1937 : Le Chemin de la vérité : La Mère (真実一路 母の巻, Shinjitsu ichiro - Haha no maki?) de Tomotaka Tasaka

#### Années 1950
- 1951 : Reishunka (麗春花?) de Kōji Shima

### Comme réalisateur

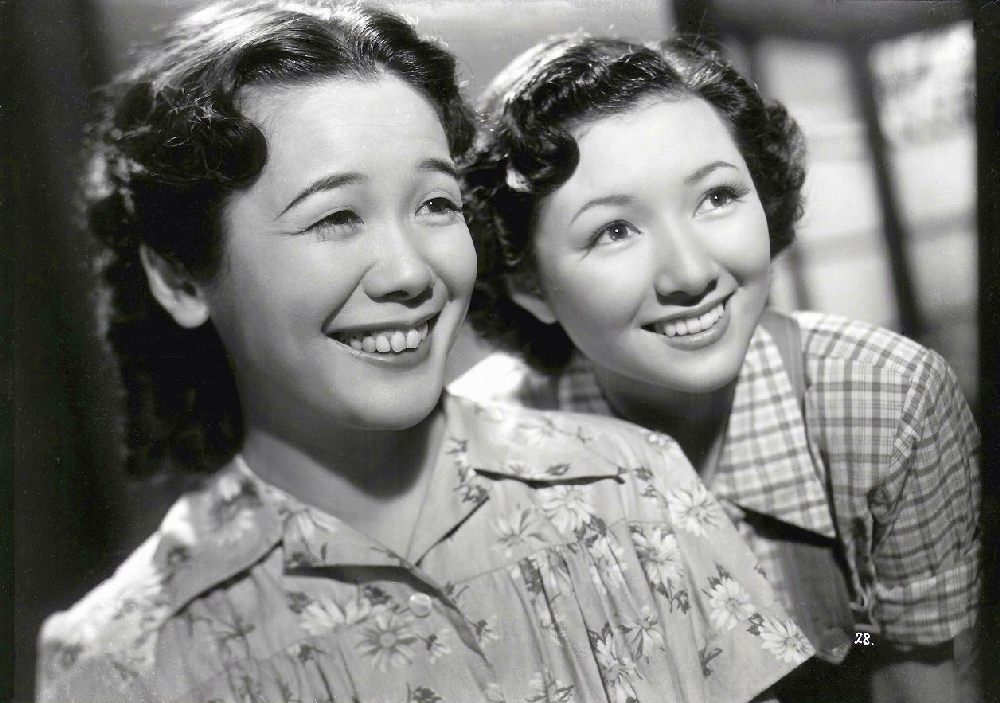
Shizuko Kasagi et Hideko Takamine dans Tokyo Folies (1949)

#### Années 1930
- 1939 : Hibari (雲雀?)
- 1939 : Wagaya no taishō (我が家の大将?)
- 1939 : Utsukushiki kadode (美しき首途?)
- 1939 : Watashi no taiyō (私の太陽?)

#### Années 1940
- 1940 : Machi no shōkatai (街の唱歌隊?)
- 1940 : Nonki megane (ja) (暢気眼鏡?)
- 1940 : Tenraku no shishū (ja) (転落の詩集?)
- 1940 : Matasaburō, l'enfant du vent (風の又三郎, Kaze no Matasaburō?)[2]
- 1941 : Yamataka bōshi (山高帽子?)
- 1941 : Umi no mieru ie (海の見える家?)
- 1941 : Dengeki nijūsō (電撃二重奏?)
- 1941 : Jirō monogatari (ja) (次郎物語?)
- 1942 : Yamasandō (山参道?)
- 1943 : Shingapōru sōkōgeki (ja) (シンガポール総攻撃?)
- 1943 : Shussei mae jūnijikan (出征前十二時間?)
- 1946 : Kimi ka to omoite (君かと思ひて?)
- 1947 : Todoroki-sensei (轟先生?)
- 1947 : Midori no kobako (緑の小筐?)
- 1948 : Unmei no koyomi (運命の暦?)
- 1948 : Enoken no bikkuri shakkuri jidai (エノケンのびっくりしゃっくり時代?)
- 1948 : Gekkō-jō no tōzoku (月光城の盗賊?)
- 1949 : Kyō ware ren'ai suru (今日われ恋愛す?)
- 1949 : Goodbye (ja) (グッドバイ, Guddobai?)
- 1949 : Tokyo Folies (ja) (銀座カンカン娘, Ginza kankan musume?)[3]

#### Années 1950
- 1950 : Shojo takara (処女宝?)
- 1950 : Mado kara tobidase (ja) (窓から飛び出せ?)
- 1950 : Kimi to iku Amerika kōro (君と行くアメリカ航路?)
- 1950 : Tōkyō no hiroin (東京のヒロイン?)
- 1951 : Kujaku no sono (孔雀の園?)
- 1951 : Reishunka (麗春花?)
- 1951 : Yoru no mibōjin (夜の未亡人?)
- 1951 : Hibari no komoriuta (ひばりの子守唄?)
- 1952 : Aru yo no dekigoto (ある夜の出来事?)
- 1952 : Shanhai-gaeri no Riru (ja) (上海帰りのリル?)
- 1952 : Kaze no uwasa no Riru (風の噂のリル?)
- 1952 : Zoku bakurō ichidai (続馬喰一代?)
- 1952 : Ringoen no shōjo (ja) (リンゴ園の少女?)
- 1953 : Jūdai no seiten (十代の性典?)

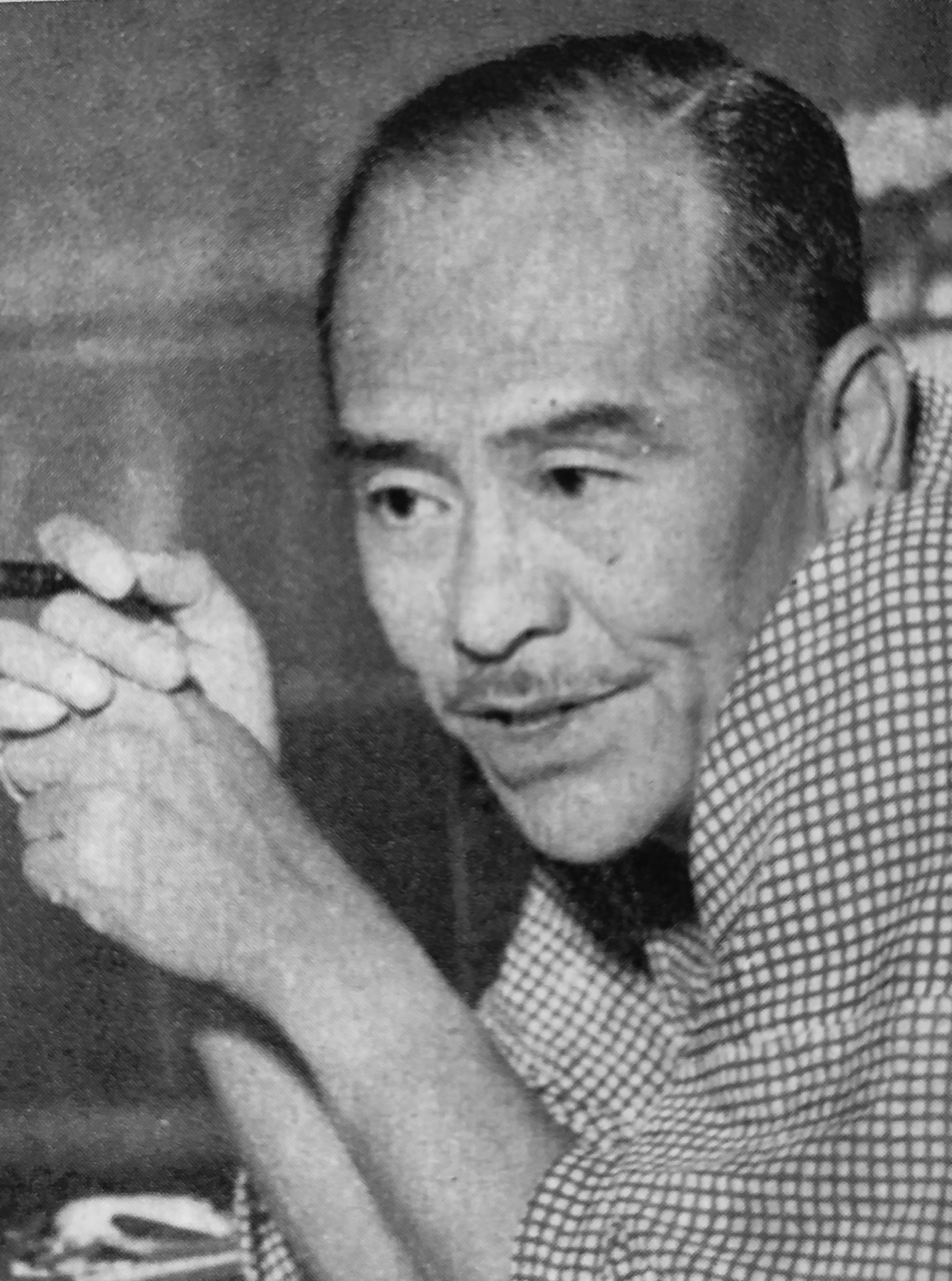
Kōji Shima en 1954.

- 1953 : Chatarē fujin wa Nihon ni mo ita (チャタレー夫人は日本にもいた?)
- 1953 : Koshō musuko (胡椒息子?)
- 1953 : Asakusa monogatari (浅草物語?)
- 1953 : Nippon sei (にっぽん製?)
- 1954 : Le Démon de l'or (ja) (金色夜叉, Konjiki yasha?)[4],[5]
- 1954 : Kaze tachinu (ja) (風立ちぬ?)
- 1954 : Asakusa no yoru (浅草の夜?)
- 1954 : Hi no onna (火の女?)
- 1954 : Bazoku geisha (馬賊芸者?)
- 1955 : Le Cheval et l'Enfant (幻の馬, Maboroshi no uma?)
- 1955 : Shin josei mondō (新女性問答?)
- 1956 : Le Satellite mystérieux (宇宙人東京に現る, Uchūjin Tōkyō ni arawaru?)
- 1956 : Niji ikutabi (虹いくたび?)
- 1956 : Conte des chrysanthèmes tardifs (en) (残菊物語, Zangiku monogatari?)[6]
- 1956 : Taki no shiraito (滝の白糸?)
- 1956 : L'Histoire de Heike : Shizuka et Yoshitsune (ja) (新平家物語 静と義経, Shin Heike monogatari: Shizuka to Yoshitsune?)[7]
- 1957 : Bojō no kawa (慕情の河?)
- 1957 : Onna no hada (女の肌?)
- 1957 : Yuwaku kara no dasshutsu (誘惑からの脱出?)
- 1957 : Kujikan no kyōfu (九時間の恐怖?)
- 1958 : Yūrakuchō de aimashō (有楽町で逢いましょう?)
- 1958 : Edokko matsuri (江戸っ子祭?)
- 1958 : Neko wa shitteita (ja) (猫は知っていた?)
- 1958 : Kawaki (渇き?)
- 1958 : Musuko no kekkon (息子の結婚?)
- 1958 : Tokai to iu minato (都会という港?)
- 1958 : Musume no bōken (娘の冒険?)
- 1959 : Sasameyuki (ja) (細雪?)
- 1959 : Itsuka kita michi (ja) (いつか来た道?)
- 1959 : Hana no daishōgai (ja) (花の大障碍?)
- 1959 : Sōkaiya nishikijō: Shōbushi to sono musume (総会屋錦城 勝負師とその娘?)

#### Années 1960
- 1960 : Sekushi sain: Suki suki suki (セクシー・サイン 好き好き好き?)
- 1960 : Otoko wa damasareru (男は騙される?)
- 1960 : Anchin to Kiyohime (ja) (安珍と清姫?)
- 1960 : Kao (顔?)
- 1961 : Wakai nakama (若い仲間?)
- 1961 : Yūyake koyake no akatonbo (夕やけ小やけの赤とんぼ?)
- 1961 : Asu o yobu minato (ja) (明日を呼ぶ港?)
- 1962 : Jonetsu no shijin Takuboku (情熱の詩人琢木?)
- 1962 : Otoko to onna no yo no naka (男と女の世の中?)
- 1962 : Goshin (御身?)
- 1963 : Teinen taishoku (停年退職?)
- 1963 : Sue wa hakase ka daijin ka (末は博士か大臣か?)
- 1964 : Fille d'asphalte (停年退職, Asufaruto gāru?)
- 1964 : Muchana yatsu (無茶な奴?)
- 1965 : Onna mekura monogatari (女めくら物語?)
- 1965 : Rokunin no onna o koroshita (六人の女を殺した男?)
- 1966 : Wagai ai o hoshi ni inorite (わが愛星を祈りて?)
- 1966 : Fukuzatsuna kare (ja) (複雑な彼?)
- 1966 : Shojo jutai (処女受胎?)
- 1967 : Rāmen taishi (ラーメン大使?)
- 1968 : Kaidan otoshiana (ja) (怪談おとし穴?)
- 1969 : Dear Murderer (裸屍痕, Luǒ shī hén) (sous le pseudonyme de Shi Ma-Shan)
- 1969 : Tropicana Interlude (椰林春戀, Yē lín chūn liàn) (sous le pseudonyme de Shi Ma-Shan)

#### Années 1970
- 1970 : Love Song over the Sea (海外情歌, Hǎi wài qíng gē) (sous le pseudonyme de Shi Ma-Shan)
- 1970 : The Orchid (胡姬花, Hújī huā) (sous le pseudonyme de Shi Ma-Shan)

## Distinctions

### Récompense
- 1954 : Grand prix du Southeast Asian Film Festival pour Le Démon de l'or (ja)[8]

### Sélections
- 1955 : Le Cheval et l'Enfant est présenté en compétition au festival de Cannes[9]
- 1959 : Itsuka kita michi est présenté en compétition au Festival international du film de Moscou et obtient un diplôme[10]